# Rhinobatus
Rhinobatus är ett släkte av skalbaggar. Rhinobatus ingår i familjen vivlar.

## Dottertaxa tillRhinobatus, i alfabetisk ordning[1]
- Rhinobatus ater
- Rhinobatus brevis
- Rhinobatus buccinator
- Rhinobatus carlinae
- Rhinobatus cirsii
- Rhinobatus curtus
- Rhinobatus cylindrirostris
- Rhinobatus cynarae
- Rhinobatus flavescens
- Rhinobatus fringilla
- Rhinobatus jaceae
- Rhinobatus maculosus
- Rhinobatus marmoratus
- Rhinobatus marmoreus
- Rhinobatus odontalgicus
- Rhinobatus olivieri
- Rhinobatus onopordi
- Rhinobatus planifrons
- Rhinobatus planus
- Rhinobatus pulverulentus
- Rhinobatus rhamni
- Rhinobatus scolymi
- Rhinobatus stellaris
- Rhinobatus struvei
- Rhinobatus sturnus
- Rhinobatus subcostatus
- Rhinobatus sulcifrons
- Rhinobatus teres
- Rhinobatus tesselatus
- Rhinobatus trivius
- Rhinobatus turbinatus
- Rhinobatus ursus
- Rhinobatus virescens
- Rhinobatus vittatus